# 데친구

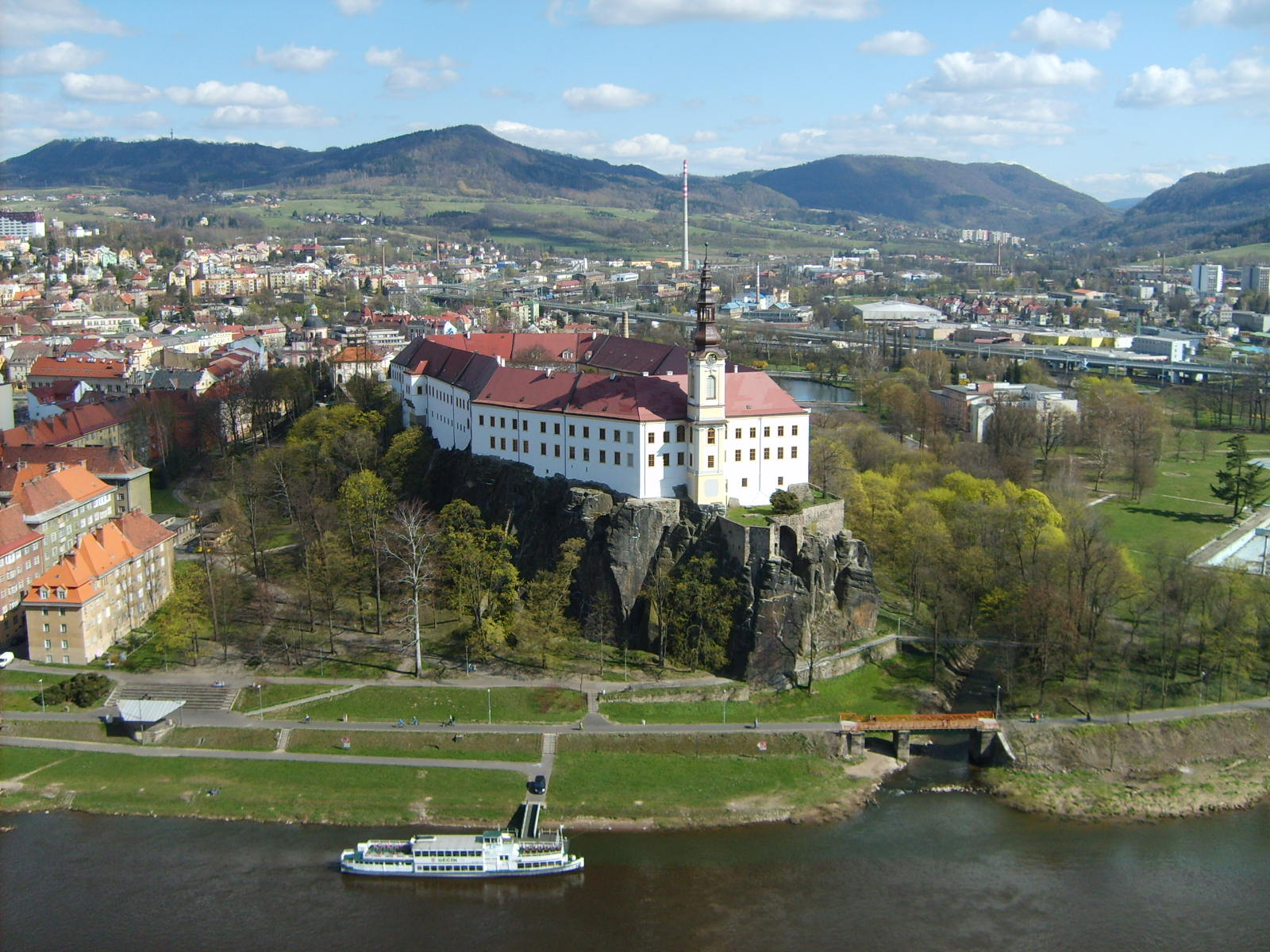
데친구의 행정 중심지인 데친에 위치한 데친성

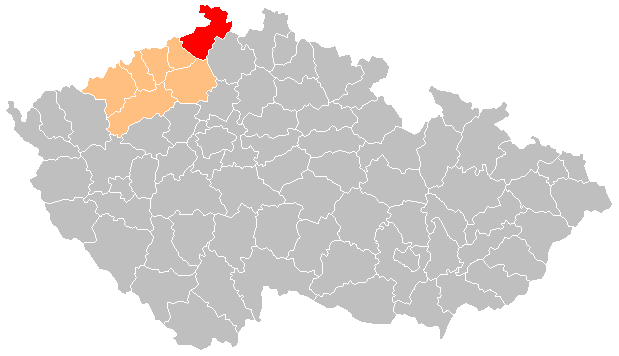
데친구의 위치

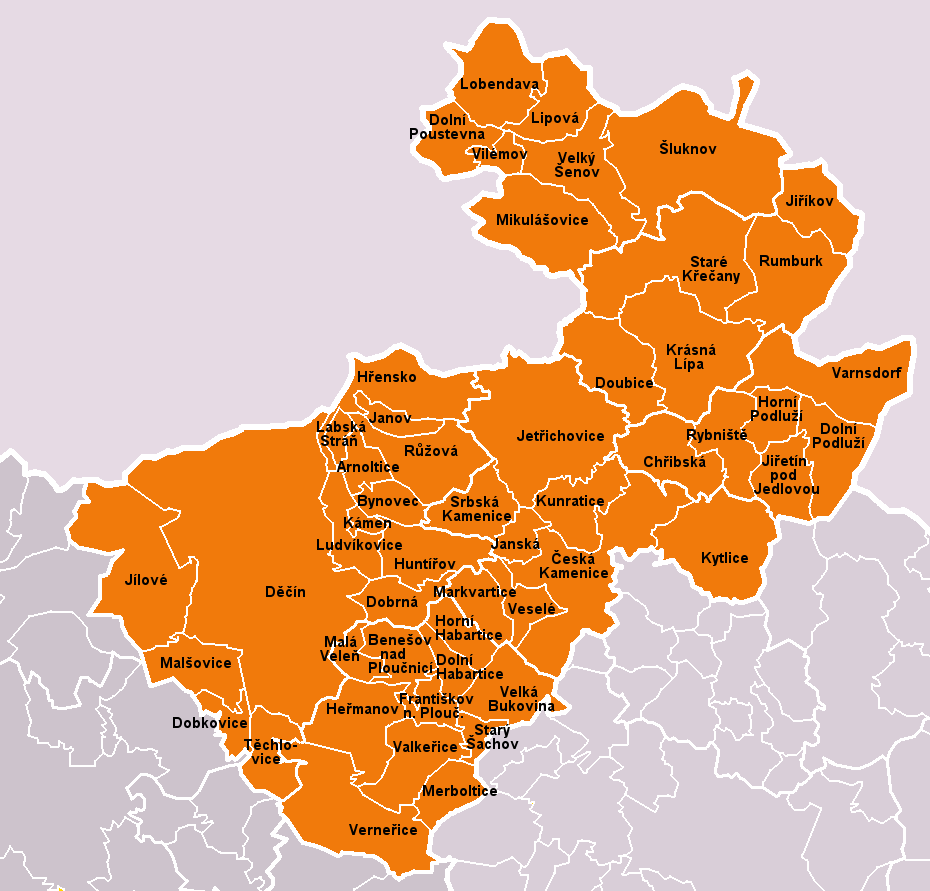
데친구가 관할하는 지방 자치체

데친구(체코어: Okres Děčín)는 체코 우스티주를 구성하는 7개 구 가운데 하나로 행정 중심지는 데친이며 면적은 908.58km2, 인구는 129,831명(2019년 1월 1일 기준), 인구 밀도는 140명/km2이다.
우스티주 북부에 위치하며 52개 지방 자치체(14개 시, 38개 마을)를 관할한다. 우스티주 우스티나트라벰구, 리토메르지체구, 리베레츠주 체스카리파구와 접하며 북쪽으로는 독일과 국경을 접한다.